# Diaphone pyrsonota
Diaphone pyrsonota är en fjärilsart som beskrevs av Willie Horace Thomas Tams 1930. Diaphone pyrsonota ingår i släktet Diaphone och familjen nattflyn. Inga underarter finns listade i Catalogue of Life.